# Портрет старика с внуком

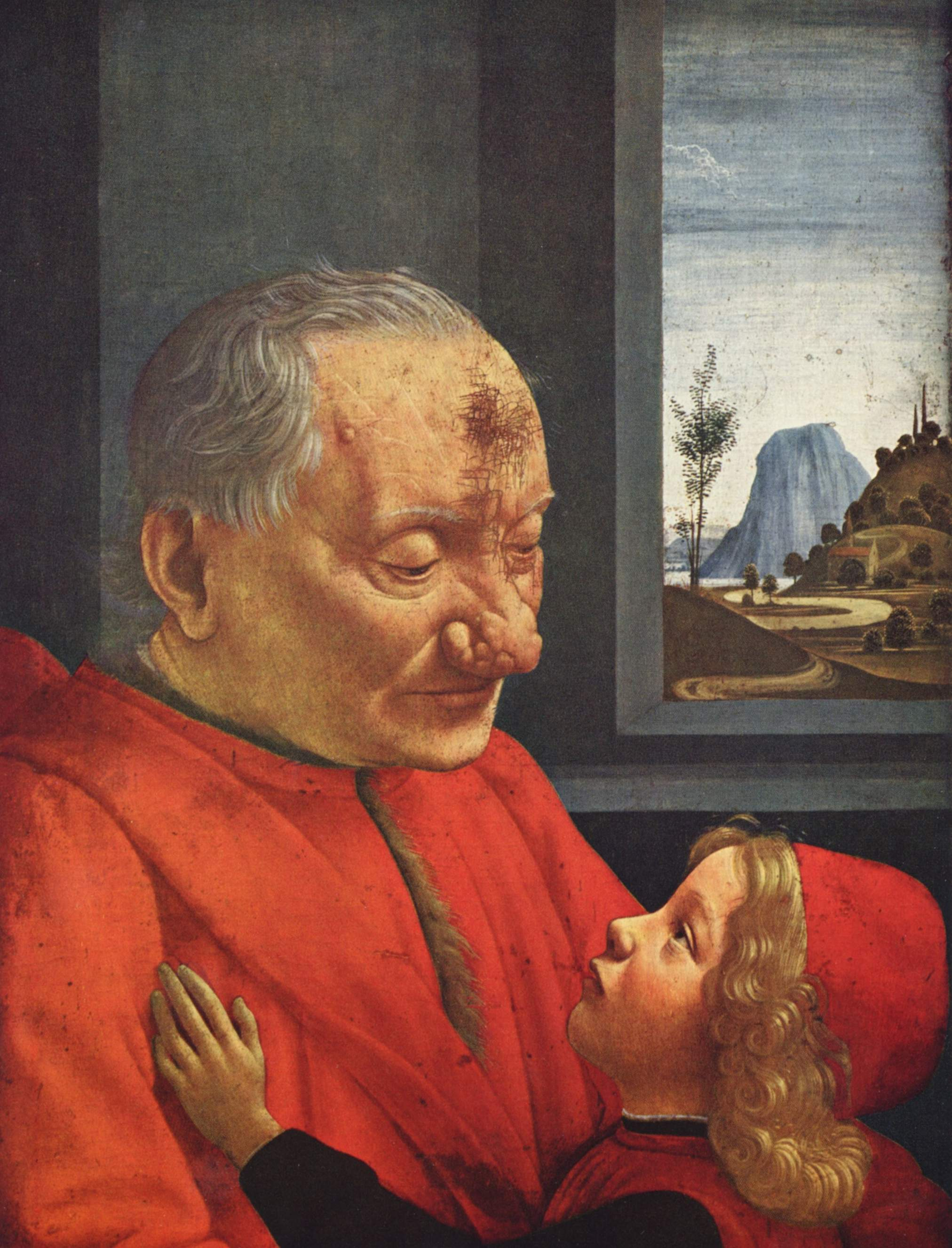
Картина до реставрации.

«Портрет старика с внуком» (итал. Ritratto di vecchio con nipote) — картина флорентийского живописца Доменико Гирландайо, одна из его наиболее известных работ, обычно датируемая периодом около 1490 года. С 1886 года находится в собраниях Лувра в Париже. Картина выделяется реалистичностью на фоне других произведений эпохи Кватроченто.

## Описание
В центре композиции картины находится безусловный акцент — изуродованный ринофимой нос старика. Этот объект притягивает взгляд, однако вокруг передано множество эмоциональных оттенков. Портрет привлекает одновременностью различий и схожести старика и ребёнка. Дед, бережно обнимая, держит на руках внука, смотря на него со сдержанным восхищением и одновременно с некоторой горечью, а тот с не менее трогательным доверием вопросительно смотрит в глаза деду, положив на него руку.
Старик откровенно некрасив, однако чувство любви к ребёнку совершенно меняет отношение к нему зрителя. Сквозь открытое окно виден итальянский пейзаж — долина, по которой лентой вьется река. Вдали возвышаются холмы и скалы.

## Провенанс
История картины неизвестна до 1886 года, когда она была куплена Лувром, после того как картину отказался купить берлинский Музей Боде из-за плачевного состояния картины. Несколько источников конца XIX века сообщали о том, что поверхность картины пришлось очищать и шлифовать, так как на лице старика были глубокие царапины. В 1996 году царапины и фрагменты с отсутствующей краской подверглись чистке и восстановлению.

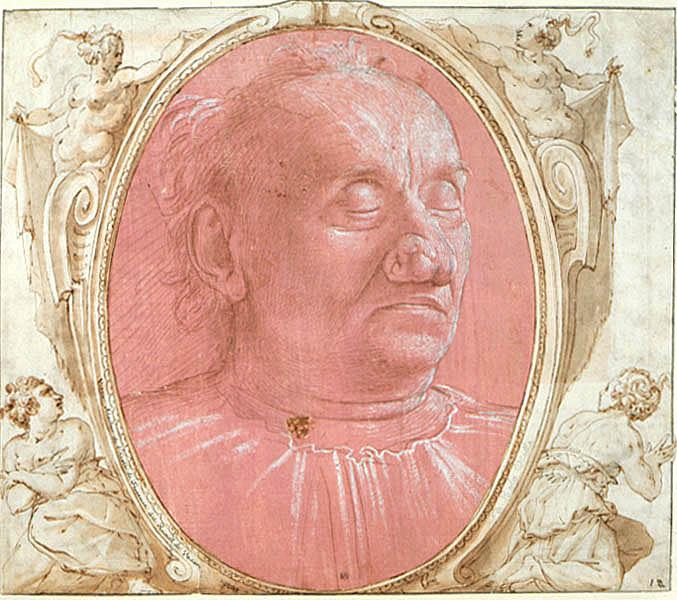
«Голова старика». Рисунок Гирландайо, 28,1×21,5 см. Национальный музей, Стокгольм.

Изображённый на картине старик безусловно являлся реальным человеком, так как когда-то у художника Джорджо Вазари хранился рисунок Гирландайо с посмертным портретом этого же человека. Теперь этот рисунок находится в Национальном музее Швеции.